# أدلة المراجعة (التدقيق)
أدلة المراجعة هي الأدلة التي حصل عليها المدققون أثناء المراجعة المالية وتم تسجيلها في أوراق عمل المراجعة.
يطلب مراجعو الحسابات أدلة التدقيق لتحديد ما إذا كانت الشركة لديها معلومات صحيحة بالنظر إلى بياناتها المالية. إذا كانت المعلومات صحيحة، فيمكن لمحاسب قانوني معتمد (CPA) التأكد من البيانات المالية للشركة. تعتبر أدلة التدقيق بمثابة الدعم الأساسي لرأي المدقق بشأن ما إذا كان هناك تأكيد معقول بأن البيانات المالية للشركة ليست محرفة بشكل جوهري بسبب الاحتيال أو الخطأ. تتكون أدلة المراجعة من إجراءات مراجعة مختلفة، وغالبًا ما يكون لها دور مختلف في المراحل المختلفة للمراجعة. ويجب أن تكون أدلة المراجعة كافية ومناسبة، مما يعني أنها موثوقة وذات صلة. ويجب على المدقق أن يستخدم حكمه المهني عند تحديد ما إذا كانت أدلة المراجعة مقنعة وكافية.
لقد شهدت أدلة المراجعة تغيرات كبيرة مع ظهور الذكاء الاصطناعي والبيانات الضخمة وتحليلات بيانات المراجعة. مع تحول مجال المحاسبة، تلعب تقنيات مثل الذكاء الاصطناعي (AI) دورًا في أدلة المراجعة. يعمل الذكاء الاصطناعي على تحسين جمع أدلة التدقيق بسبب الكميات الكبيرة من البيانات التي يمكن معالجتها بأقل قدر من الأخطاء. ويجري أيضًا تحسين جمع أدلة المراجعة من خلال تحليلات بيانات المراجعة، والتي توفر أيضًا للمراجع القدرة على عرض مجموعة البيانات بالكامل، بدلاً من مجرد عينة. يؤدي عرض كميات أكبر من البيانات إلى إجراء تدقيق أكثر كفاءة وفهم أكبر لأدلة التدقيق.
إلى جانب تحليلات بيانات التدقيق، أتاحت البيانات الضخمة للمراجعين استخدام المزيد من المصادر لأدلة التدقيق وتساعد على زيادة جودة وكفاءة عمليات التدقيق. وبدلاً من ذلك، لا يمكن دائمًا اعتبار جودة البيانات الواردة في هذه المصادر الجديدة موثوقة، مما قد يشكل عائقًا أمام مساهمات البيانات الضخمة.

## إجراءات المراجعة
يصف مجلس مراقبة محاسبة الشركات العامة (PCAOB) الإجراءات المستخدمة للحصول على أدلة التدقيق. ويشمل ذلك التفتيش والملاحظة والاستفسار والتأكيد وإعادة الحساب وإعادة الأداء والإجراءات التحليلية.
- التفتيش عندما يقوم المدقق بفحص سجلات العملاء بحثًا عن أدلة مهمة. يمكن أن تكون هذه السجلات من العميل، أو من شركات خارجية تقدم معلومات عن العميل.
- الملاحظة هي عندما يراقب المدقق شخصًا ما يقوم بعمل محدد، مثل مشاهدة موظف يقوم بإحصاء المنتجات في المستودع. الأدلة التي تم جمعها في الملاحظة تنطبق عادةً على ذلك التاريخ. وهذا يعني أن ملاحظة المخزون في 31 ديسمبر توضح كمية المخزون لدى الشركة في ذلك التاريخ.
- يتضمن الاستفسار التحدث إلى الأشخاص، سواء داخل أو خارج شركة العميل، لمعرفة معلومات محددة.
- التصديق هو رد للمراجع من الطرف الثالث حول المعلومات المتعلقة بالتأكيد. [5]
- إعادة الحساب هو عندما يتحقق المراجع من صحة الإجراءات الرياضية، مثل إعادة إضافة الإجماليات.
- تحدث إعادة الأداء عندما يقوم المدقق بإعادة تنفيذ عمليات معينة للتأكد من أنها تمت بشكل صحيح.
- يتم إجراء الإجراءات التحليلية للتحقق من الفروق غير المتوقعة والتحقيق في المعلومات المالية وغير المالية.

## أدلة المراجعة من خلال مراحل المراجعة
تلعب أدلة المراجعة دورًا في كل مرحلة من مراحل المراجعة. في مرحلة القبول والاستمرار، أدلة المراجعة هي المعلومات التي يأخذها المراجع في الاعتبار قبل اتخاذ قراره. بعض الأمثلة على ذلك هي كفاءة وقدرة فريق التدقيق، ونزاهة الموظفين الرئيسيين في الشركة العميلة، إذا كان من الممكن تلبية المتطلبات الأخلاقية ذات الصلة، وأي آثار أخرى من شأنها أن تؤثر على استكمال التدقيق. في مرحلة التخطيط للمراجعة، أدلة المراجعة هي المعلومات التي يأخذها المدقق في الاعتبار عند تحديد النهج الأكثر فعالية وكفاءة للمراجعة.  على سبيل المثال، موثوقية إجراءات الرقابة الداخلية، وأنظمة المراجعة التحليلية. في مرحلة اختبار الرقابة، يستخدم المدقق أدلة المراجعة للنظر في مزيج من اختبارات المراجعة لأدوات الرقابة والاختبارات الجوهرية للمراجعة. في مرحلة الاختبار الموضوعي، يتم تعريف أدلة المراجعة على أنها المعلومات التي يحتاجها المراجع لدعم تخصيص تأكيدات القوائم المالية. وأخيرًا، في مرحلة صياغة الاستنتاج والرأي، فإن أدلة المراجعة هي المعلومات التي يأخذها المراجع في الاعتبار قبل تحديد ما إذا كانت البيانات المالية ككل تظهر بشكل كامل وصحة ودقة واتساق مع فهم المراجع للمنشأة.

## صفات أدلة المراجعة المقبولة
هناك جانبان من الأدلة التي تجعل أدلة المراجعة المتنوعة ذات نوعية جيدة. وهذا يشمل الكفاية والملاءمة. تعتبر أدلة المراجعة كافية عندما يكون هناك قدر مقبول من الأدلة التي تم العثور عليها. ويتغير هذا بناءً على مخاطر الأخطاء الجوهرية ونوعية الأدلة التي تم العثور عليها. كلما زادت مخاطر وجود أخطاء جوهرية في البيانات المالية، زادت الأدلة التي يجب على المدقق جمعها. كلما كان دليل محدد أفضل، كلما قلت حاجة المدقق إلى العثور على أدلة إضافية.
ت مباشرة. 

## تأثير التكنولوجيا على أدلة المراجعة
لقد تحول جمع أدلة التدقيق مع استخدام الذكاء الاصطناعي (AI). تسمح هذه التقنية الجديدة للمدققين بفحص كميات كبيرة من الأدلة بكفاءة، مما يسمح للمدققين بتحديد مدى صحة أدلة التدقيق التي يقومون بفحصها بسرعة. لكي تكون أدلة المراجعة مناسبة، يجب أن تكون ذات صلة وموثوقة. وتكون ذات صلة عندما تكون مرتبطة بشكل كبير بالتأكيد أو نظام الرقابة الذي يتم اختباره. يمكن لتصميم التدقيق أن يغير مستوى الملاءمة. يتضمن ذلك ما إذا كانوا يختبرون التأكيد أو الرقابة المحدده أو أنهم يختبرون الأهمية النسبية لاختلافات البيانات. بعد ذلك، يتم تحديد الموثوقية بناءً على مصدر الدليل وما حدث للحصول عليه. تتمتع الأدلة التي يتم الحصول عليها خارجيًا من خبير أو محترف ليس له علاقة بالعميل بمستوى عالٍ من الموثوقية مقارنة بالأدلة الواردة من داخل شركة العميل. يمكن تحسين موثوقية الأدلة الداخلية من خلال ضمان عمل الضوابط الداخلية للشركة بشكل صحيح. وهناك شكل آخر موثوق للغاية من الأدلة وهو المعرفة المباشرة، مما يعني أن المدقق قد تعلم هذه المعلوما ونظرًا لإمكانية جمع كميات كبيرة من البيانات وتكثيفها، يمكن للمدققين استخدام المعلومات من الذكاء الاصطناعي لاتخاذ قرارات أكثر كفاءة طوال عملية التدقيق. بالإضافة إلى ذلك، يمكن برمجة الذكاء الاصطناعي للعثور على أشياء معينة مثل الأخطاء المادية، ويمكنه التعرف على هذه الأخطاء في وقت أقل من البشر. التكنولوجيا قادرة على إعادة صياغة أجزاء مختلفة من أدلة المراجعة بحيث يمكن مقارنتها بالأدلة الأخرى التي تم العثور عليها، مما يحسن كفاءة المراجع. يمكن للذكاء الاصطناعي الذي يعمل بشكل صحيح ويتم صيانته أن يقلل أيضًا من الاختبار الموضوعي لأدلة التدقيق، مما سيؤدي إلى تقليل وقت التدقيق.
في حين أن الذكاء الاصطناعي يمكن أن يجعل عملية التدقيق أسهل، إلا أن هناك مخاوف من أن الذكاء الاصطناعي سوف يرفض أدلة التدقيق التي لم يكن البشر ليغفلوها بسبب عدم أهميتها. في الوقت الحالي، يستخدم العديد من المدققين الذين يستخدمون الذكاء الاصطناعي قدراته لتحليل الأدلة بكفاءة، لكنهم ما زالوا يعتمدون على الحكم البشري والتشكيك المهني. لا تزال تكنولوجيا الذكاء الاصطناعي جديدة نسبيًا، مما يعني أنه لا يزال يتعين إجراء الكثير من التدريب قبل أن يتمكن المدققون في جميع أنحاء العالم من استخدام هذا التطبيق.

## البيانات الكبيرة وأدلة المراجعة
لقد أتاحت تكنولوجيا التدقيق للمدققين الحصول على أدلة التدقيق من مصادر متعددة، سواء المالية أو غير المالية. يمكن للتكنولوجيا التي تعمل مع البيانات الضخمة أن تعمل جنبًا إلى جنب مع أدلة التدقيق لزيادة جودة وكفاءة التدقيق. تستخدم البيانات الضخمة التعرف على الأنماط، ومعالجة اللغات الطبيعية، واستخراج البيانات لرفع مستوى تحليلات بيانات التدقيق، وهو ما تتم مناقشته بإيجاز في الفقرة أدناه. بالإضافة إلى ذلك، تتميز البيانات الضخمة بحجمها وسرعتها وصدقها وتنوعها. تسمح هذه الخصائص للبيانات الضخمة بالمساهمة في كفاية أدلة المراجعة وملاءمتها. البيانات الضخمة هي مصدر خارجي يتم الحصول عليه مباشرة من قبل المدقق، وبالتالي يمكن أن تزيد من موثوقية أدلة التدقيق. نظرًا لأنها بيانات في الوقت الفعلي من مصادر خارجية وهي كبيرة جدًا، فمن الصعب على الفرد التلاعب بها، مما يزيد من الموثوقية. إذا واجه المدقق صعوبات في استرداد معلومات العملاء، فإن استخدام البيانات الضخمة يمكن أن يكون بمثابة طريقة بديلة للحصول على المعلومات ذات الصلة للمراجعة أو يمكن استخدامه مع الأدلة الموجودة كملحق. محددة من أدلة المراجعة، هناك بضعة أمثلة حيث يمكن لتحليلات بيانات المراجعة تغيير طرق التجميع. تقليديًا، من المرجح أن يتم تنفيذ التأكيدات المصرفية والإجراءات التحليلية واختبار إدخال دفتر اليومية في موقع العميل من قبل فريق التدقيق نفسه. وباستخدام هذه التكنولوجيا، يمكن تسليم هذه الأنواع من الإجراءات إلى مجموعات أخرى لاستكمالها عن بعد (المتخصصين والأطراف الثالثة) بدلاً من الاضطرار إلى السفر شخصيًا إلى المواقع.
من ناحية أخرى، البيانات الكبيرة قد يكون لها بعض العيوب. هناك بعض المخاوف بشأن جودة البيانات التي تحصل عليها مع البيانات الكبيرة بسبب احتمال زيادة الإيجابيات الخاطئة ، مما سيقلل من موثوقيتها.  بالإضافة إلى ذلك، يمكن أن تكون أدلة البيانات الكبيرة مؤشراً على الرابطة، ولكن يمكن تفسيرها بشكل خاطئ باعتبارها سببية، مما قد يؤدي إلى استنتاجات غير دقيقة.  أما بالنسبة للتحديات التي يواجهها المراجعون، فإن المرء يربط البيانات الكبيرة بالأدلة التقليدية ذات الصلة للمراجعة من أجل تكملتها.  التحدي الآخر ينطوي على فرز وتجميع حجم كبير من البيانات بكفاءة ودقة، والتي يمكن تحقيقها من خلال استخدام تعدين البيانات إذا تم ذلك بنجاح.  قد تأتي بعض مصادر البيانات الكبيرة من وسائل مثل المقالات الإخبارية أو وسائل التواصل الاجتماعي ، والتي يمكن أن تتأثر بالتحيزات وتجعل الأدلة غير مناسبة لاستخدامها كممثل للسكان. 

## تدقيق تحليل البيانات
بدلاً من استبدال تقنيات التحقيق التقليدية أو القضاء عليها بالكامل ، يمكن استخدام تحليل بيانات التحقيق إلى جانب الأساليب التقليدية لتحسين كفاية وأهمية أدلة التحقيق.   بيانات المراجعة يسمح للمراجعين بالنظر إلى عدد سكان كامل بدلاً من مجرد عينة ، والتي يمكن أن تساعد المراجعة من خلال توفير المزيد من اليقين للمراجعة وتوفير أدلة مراجعة عالية الجودة. [1] هذا الاختبار الكامل يمكن أن يجعل الأدلة أكثر دقة. يمكن تحليل بي المراجعة أيضًا أن يوفر للمراجعة فهمًا أكبر للأدلة ، مما يؤدي إلى قرارات أكثر إدراكاً. [1] قد يستغرق عملية تحليل البيانات المراجعة بعض السنوات لتصبح تعمل بشكل كامل.  السنة الأولى، يجب على الشركة العثور على مجموعة بيانات مناسبة، ويجب على المدقق أن يقوم بتحليل بيانات على تلك مجموعة البيانات من أجل إجراء إجراءات التحليل. [1]  هذه الحالة، يشير التشنج البيانات إلى عندما يقوم المراجع بتوفيق وتصميم مجموعة بيانات. [1] هذه العملية التي يتم إجراؤها في السنة الأولى ستحتاج إلى وقت إضافي إضافيا إلى المراجعة التقليدية، لذلك قد يستغرق في البداية أكثر من أخذ العينات. 
بالإضافة إلى ذلك، يمكن أن تساعد تحليل بيانات المراجعة في تقييم المخاطر للمراجعة؛ يمكن للمراجعة تحديد اتجاهات الشركة ومقارنتها مع معايير الصناعة باستخدام هذه التقنية.  إذا وجد المراجح اختلافًا أو خلافًا غير عادي ، فيمكنه التحقيق في ذلك بشكل أكبر.  وبالتحديد، يمكن تحسين مرحلة التخطيط من قبل المراجعين باستخدام التكنولوجيا لتعزيز فهمهم للشركة وصناعتها.  يمكن لتحليل البيانات أيضًا تقديم تحليل شامل ومفصل للكتاب العام أو الكتب الفرعية للشركة ، والتي يمكن أن توفر المزيد من الأدلة للمدبر. 
فيما يتعلق بأنواع ظهور وتزايد شعبية تحليلات بيانات التدقيق، تم تكليف مهنة المحاسبة بتطوير معايير التدقيق الخاصة بها لتشمل استخدام تكنولوجيا تحليل البيانات، والبيانات الضخمة، و"التدقيق المستمر". 

## الروابط الخارجية
- ISA (المملكة المتحدة وأيرلندا) 500 - دليل التحقيق، مفهوم
- http://www.aicpa.org/Research/Standards/AuditAttest/DownloadableDocuments/AU-00326.pdf"ما هو دليل المراجعة؟ تعريف ومعنى. "BusinessDictionary.com، www.businessdictionary.com/definition/audit-evidence.html.[وصلة مكسورة][permanent dead link]